# Lapsi
Lapsi es la palabra latina (los que han tropezado) con que se designó a los primeros cristianos que abjuraron de su fe ante la presión de las autoridades romanas, particularmente intensa durante el reinado de Decio. Es una apostasía exclusivamente cristiana y de carácter temporal. También podría considerarse como el opuesto al concepto del Mártir, que son aquellos que prefieren aceptar el sufrimiento y la muerte antes que negar su fe.

## Historia de la problemática
El problema de la penitencia o el perdón ofrecidos a quienes habían pecado gravemente tras el bautismo era un asunto pendiente en la Iglesia de los primeros siglos y la poca documentación existente muestra que dado que no existía una determinación teórica definitiva, las distintas comunidades tenían una disciplina variada al respecto. Entre los autores tampoco la normativa a seguir era constante: Tertuliano, por ejemplo, abre la posibilidad de una penitencia por pecados graves públicos en su obra De poenitentia pero luego, en su período montanista lo rechaza y hasta se burla de quienes creen que pueden conceder el perdón divino a tales pecados (cf. De pudicitia).
Ante esto, el papa Calixto I propuso una vía teórica que subrayaba la misericordia y la absolución, tomando en cuenta que solo Dios conoce los motivos y debilidades de las personas y que, por tanto, no se puede condenar sin más y hay que ofrecer siempre el perdón. Sin embargo, se encontró con la abierta oposición de Hipólito de Roma.
La disputa no fue relevante hasta la persecución de Decio: los romanos debían hacer un sacrificio especial de petición a los dioses y quienes se negasen a hacerlo debían ser encarcelados, torturados y hasta ajusticiados por desobediencia a las autoridades. Así, tras años de tranquilidad y crecimiento, la Iglesia cristiana se veía nuevamente perseguida con violencia. En esta ocasión muchos apostataron o evitaron la muerte sin testimoniar su pertenencia a la Iglesia. Sin embargo, la persecución acabó con la temprana muerte del emperador en el año 251. Entonces, numerosos grupos de cristianos apóstatas pidieron su reinserción en la Iglesia.
Autores como Manlio Simonetti opinan que el éxito del cisma de Novaciano se debe a su postura rigorista ante el problema de los lapsi, postura que era compartida por otros obispos y comunidades de Oriente, donde precisamente cundió su novacianismo. El papa Cornelio tomó la misma vía de Calixto ofreciendo el perdón a los apóstatas aunque con condiciones. 
En la ciudad de Cartago se dio una situación semejante a la de Roma. Allí, el obispo Cipriano se ocupó de resolver los distintos casos y de tratar, desde el punto de vista teórico, el problema en su obra De lapsis. También su actitud más comprensiva –aunque no tanto como la de Cornelio– produjo un cisma que se unió finalmente al de Novaciano. Los apóstatas no podían hablar de un derecho a ser reincorporados sino que debían esperar a ser readmitidos tras larga penitencia y el juicio particular de cada caso por parte de la jerarquía.
En el año 251 un sínodo de la ciudad de Cartago adoptó la postura de su obispo y comenzó a fijar las penitencias y procesos que cada uno de los apóstatas debía seguir si quería ser reincorporado en la Iglesia. Idéntica posición tomó la iglesia de Roma tras un sínodo similar.

## Clasificación
Los lapsi podían clasificarse en 5 grupos:
- Los sacrificati, que fueron aquellos que consintieron en hacer sacrificios a los dioses romanos o a la imagen del emperador.
- Los thurificati, aquellos que quemaron incienso ante las imágenes de los ídolos,
- Los libellaciti, aquellos que obtuvieron un certificado por parte de las autoridades donde constaba que habían abjurado del cristianismo y hecho ofrendas a los dioses. Muchos de estos certificados se obtuvieron también por soborno y compra.
- Los acta facientes, que fueron aquellos que realizaron acciones directas para salvar su vida o admitieron falsedades bajo coerción.
- Los traditori, que entregaron a las autoridades objetos sagrados o escrituras, o que delataron a otros cristianos.